# Treschenu-Creyers
Treschenu-Creyers is een plaats en voormalige gemeente in het Franse departement Drôme in de regio Auvergne-Rhône-Alpes en telt 126 inwoners (2005).
Treschenu-Creyers telt vijf gehuchten: Menée, Les Nonnières, Bénevise, Mensac en Archiane. Het is gekend omwille van zijn schone natuur met onder andere "les gorges des Gâts", "le cirque d'Archiane", "Le Vallon de Combeau", de waterval van "Le Sapet" en de "col de Menée". 

## Geschiedenis
De gemeente maakte deel uit van het arrondissement Die tot Treschenu-Creyers op 1 januari 2019 is opgeheven en samengevoegd met de gemeente Châtillon-en-Diois tot de commune nouvelle Châtillon-en-Diois.

## Geografie
De oppervlakte van Treschenu-Creyers bedraagt 96,0 km², de bevolkingsdichtheid is 1,3 inwoners per km².
De onderstaande kaart toont de ligging van Treschenu-Creyers met de belangrijkste infrastructuur en aangrenzende gemeenten.

## Geschiedenis
De gemeente ontstond in 1972 uit de samenvoeging van de gemeentes Treschenu (Menée, Les Nonnières, Bénevise, Archiane) en Creyers (Creyers - Église, Creyers - le Serre en Mensac). Sinds de Tweede Wereldoorlog was het dorp Creyers ontvolkt; enkel Mensac telde nog inwoners in de jaren 70.

## Demografie
Onderstaande figuur toont het verloop van het inwonertal.

## Afbeeldingen

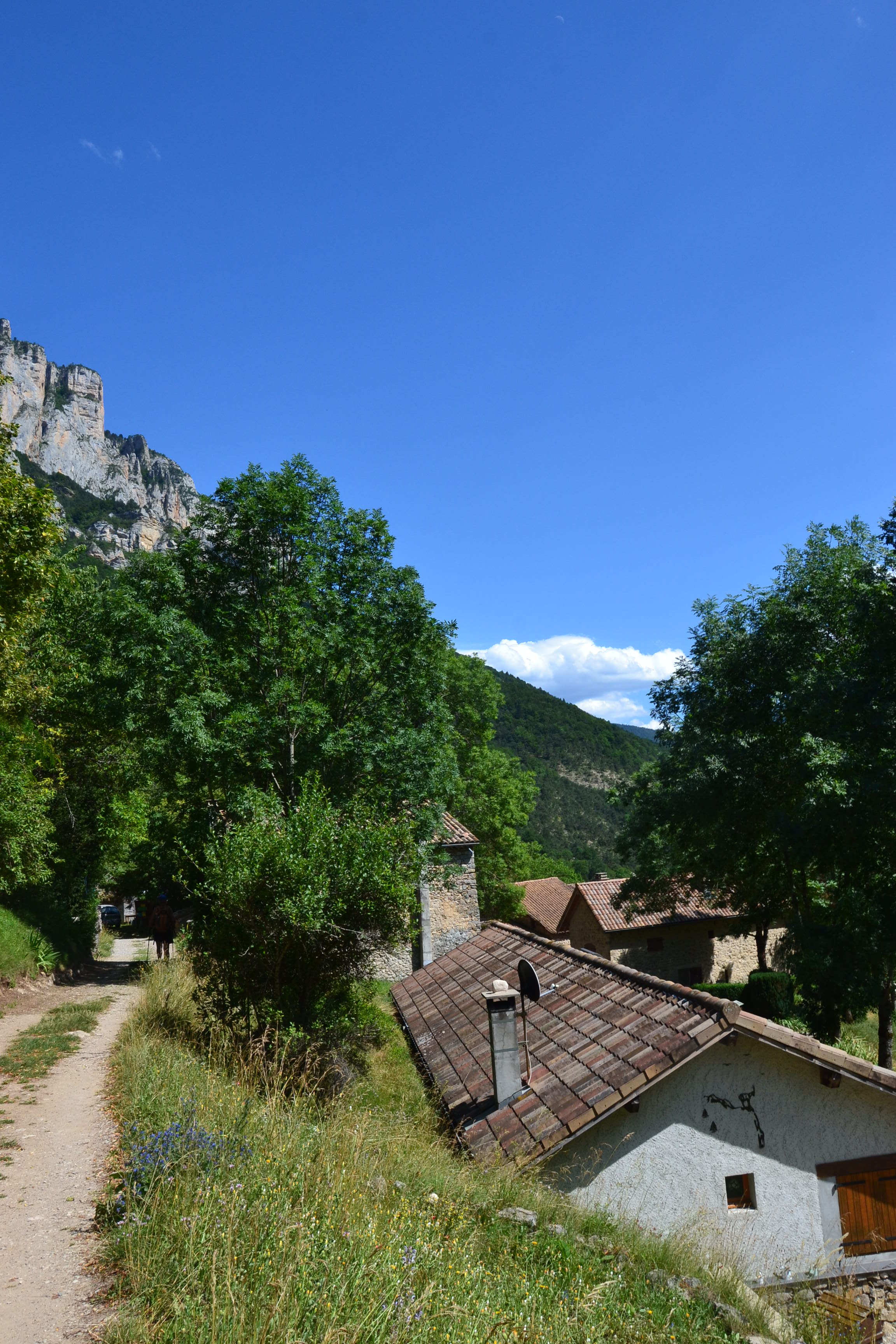
Op wandelroute GR93 bij aankomst in Archiane
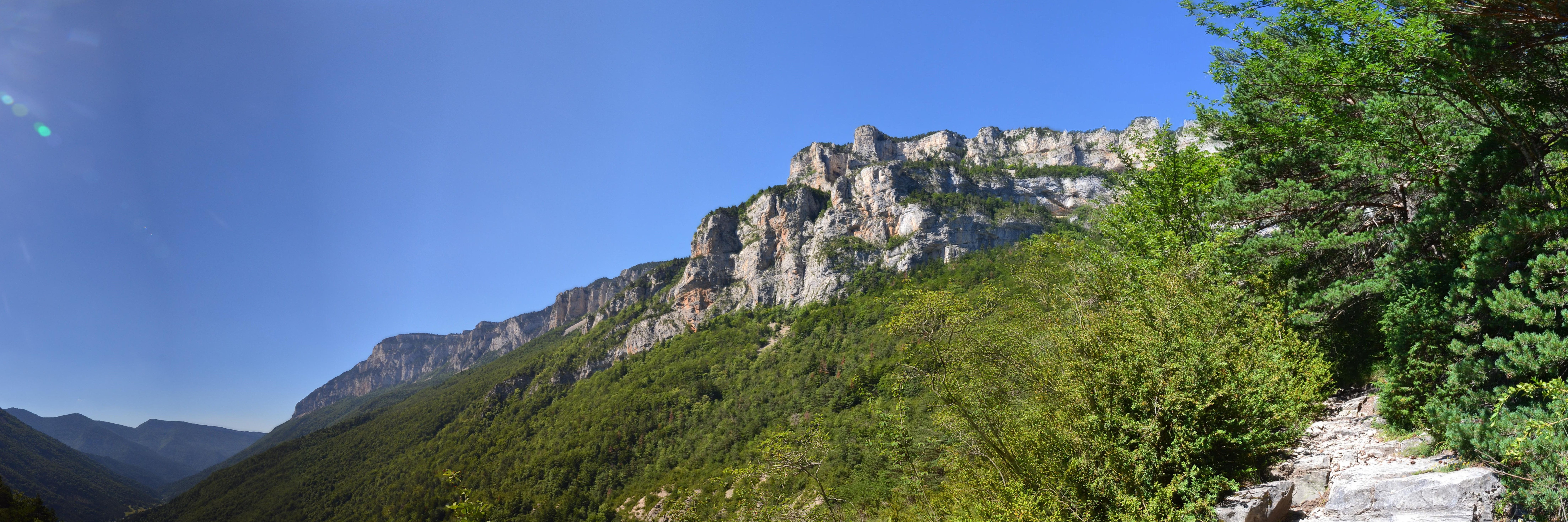
Gezicht op het Cirque d'Archiane vanaf de GR93
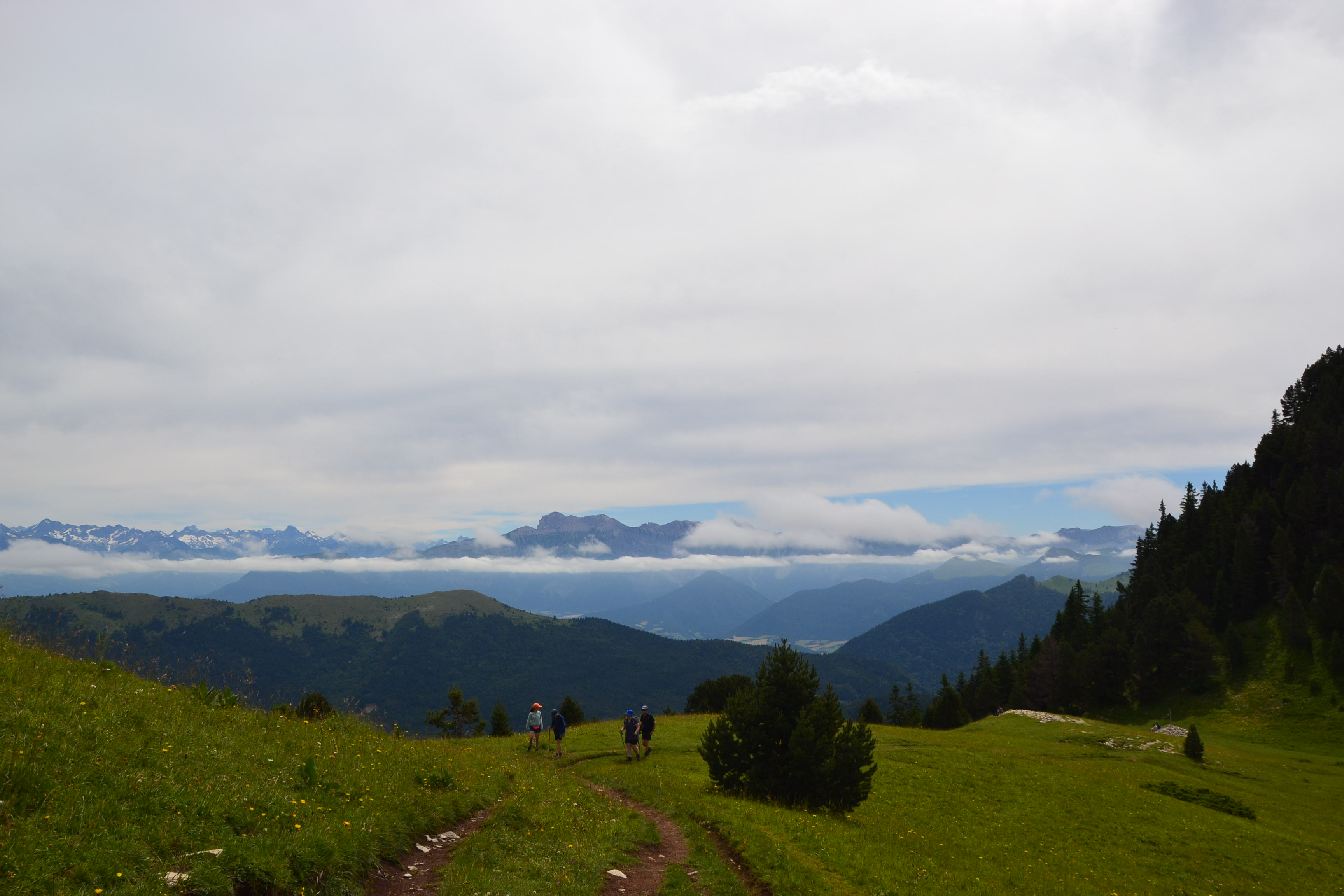
Op de Grande Traverse du Vercors bij de Pas de l'Essaure op de grens van de departementen Drôme en Isère boven Chichilianne